# 三十二相
三十二相，又叫丈夫相、大人相、四八相、大士相、大丈夫相，佛教術語，是佛與轉輪聖王的身體,所具足的三十二種外貌與特徵。和八十種好合稱“莊嚴相好”。

## 概述
三十二相源自古代印度，傳說統一四海的轉輪聖王擁有這些面貌和身體特征，而且頭上旋轉著金輪（法輪）。釋迦牟尼佛剛生下來時，便已具有轉輪聖王的德相，婆羅門仙人預言他在家裡會成為轉輪聖王，要是出煩惱家會成就最上佛果。
大乘佛教認為，佛陀的三十二相，是一種示現，也是在因地為菩薩修行時積累福德所獲的果，體現了佛陀的內德。譬如，不妄語、兩舌、惡口，多實語、愛語，故得廣長舌、齒多且好相。再譬如，悉達多成佛爲釋迦牟尼佛後，頭頂長出肉髻，是佛陀獨有的特征。

## 分述
| 《中阿含經·三十二相經》: 1. 大人足安平立。 2. 大人足下生輪。輪有千輻。一切具足。 3. 大人足指纖長。 4. 大人足周正直。 5. 大人足跟踝後兩邊平滿。 6. 大人足兩踝傭。 7. 大人身毛上向。 8. 大人手足網縵。猶如鴈王。 9. 大人手足極妙柔弱軟敷。猶兜羅華。 10. 大人肌皮軟細。塵水不著。 11. 大人一一毛。一一毛者。身一孔一毛生。色若紺青。如螺右旋。 12. 大人鹿腨腸。猶如鹿王。 13. 大人陰馬藏。猶良馬王。 14. 大人身形圓好。猶如尼拘類樹。上下圓相稱。 15. 大人身不阿曲。身不曲者。平立申手以摩其膝。 16. 大人身黃金色。如紫磨金。 17. 大人身七處滿。七處滿者。兩手、兩足、兩肩及頸。 18. 大人其上身大。猶如師子。 19. 大人師子頰車。 20. 大人脊背平直。 21. 大人兩肩上連。通頸平滿。 22. 大人四十齒牙。 23. 平齒。 24. 不踈齒。 25. 白齒。 26. 通味第一味。 27. 大人梵音可愛。其聲猶如加羅毘伽。 28. 大人廣長舌。廣長舌者。舌從口出遍覆其面。 29. 大人承淚處滿。猶如牛王。 30. 大人眼色紺青。 31. 大人頂有肉髻。團圓相稱。髮螺右旋。 32. 大人眉間生毛。潔白右縈。 | 《長阿含經·大本經》： 1. 足安平。足下平滿。蹈地安隱。 2. 足下相輪。千輻成就。光光相照。 3. 手足網縵。猶如鵝王。 4. 手足柔軟。猶如天衣。 5. 手足指纖。長無能及者。 6. 足跟充滿。觀視無厭。 7. 鹿膊腸。上下傭直。 8. 鈎鎻骨。骨節相鈎。猶如鎻連。 9. 陰馬藏。 10. 平立垂手過膝。 11. 一一孔一毛生。其毛右旋。紺琉璃色。 12. 毛生右旋。紺色仰靡。 13. 身黃金色。 14. 皮膚細軟。不受塵穢。 15. 兩肩齊亭。充滿圓好。 16. 胸有卐字。 17. 身長倍人。 18. 七處平滿。 19. 身長廣等。如尼拘盧樹。 20. 頰車如師子。 21. 胸膺方整如師子。 22. 口四十齒。 23. 方整齊平。 24. 齒密無間。 25. 齒白鮮明。 26. 咽喉清淨。所食眾味。無不稱適。 27. 廣長舌。左右舐耳。 28. 梵音清徹。 29. 眼紺青色。 30. 眼如牛王。眼上下俱眴。 31. 眉間白毫柔軟細澤。引長一尋。放則右旋螺如真珠。 32. 頂有肉髻。 |

## 外部連結
慈怡法師 (编). . 台大獅子吼佛學專站.   [2019-01-13]. （原始内容存档于2019-01-14）.